# Claudiu Marin
Claudiu Gabriel Marin (Munteni, 23 de agosto de 1972) es un deportista rumano que compitió en remo.
Participó en dos Juegos Olímpicos de Verano, obteniendo una medalla de plata en Barcelona 1992, en la prueba de ocho con timonel, y el quinto lugar en Atlanta 1996, en el cuatro sin timonel.
Ganó tres medallas en el Campeonato Mundial de Remo, en los años 1996 y 1997.

## Palmarés internacional
| Juegos Olímpicos   | Juegos Olímpicos         | Juegos Olímpicos  | Juegos Olímpicos   |
| Año                | Lugar                    | Medalla           | Prueba             |
| ------------------ | ------------------------ | ----------------- | ------------------ |
| 1992               | Barcelona (España)       | Medalla de plata  | Ocho con timonel   |
| Campeonato Mundial |                          |                   |                    |
| Año                | Lugar                    | Medalla           | Prueba             |
| 1996               | Motherwell (Reino Unido) | Medalla de oro    | Cuatro con timonel |
| 1997               | Aiguebelette (Francia)   | Medalla de plata  | Ocho con timonel   |
| 1997               | Aiguebelette (Francia)   | Medalla de bronce | Cuatro sin timonel |